# الإدارة الجنوب شرقية (هايتي)
الإدارة الجنوب شرقية هي واحدة من الإدارات العشر في هايتي. يبلغ عدد سكانها 632601 نسمة وذلك حسب إحصائيات سنة 2015. تبلغ مساحتها 2034.10 كم².